# ロベルト・フェッラーリ
ロベルト・フェッラーリ（Roberto Ferrari、1983年3月9日 - ）は、イタリア、ガヴァルド出身の自転車競技（ロードレース）選手。

## 来歴
2009年
- メモリアル・マルコ・パンターニ 優勝

2010年
- ジロ・デル・フリウーリ 優勝
- グラン・プレミオ・ディ・ルガーノ 優勝

2011年、アンドローニ・ジョカットーリに移籍。
2012年
- ルート・アデリ・ド・ヴィトレ 優勝
- フレッシュ・デメロード 優勝
- ジロ・デ・イタリア
  - 区間1勝（第11）
  - 第3ステージにおいてマーク・カヴェンディッシュ、テイラー・フィニーを落車させたとして降着処分が下った[1]。